# Lac Ngami
Le lac Ngami est un lac de soude, endoréique du Botswana, dans le désert du Kalahari. Il est alimenté par l'Okavango et par le Taughe. C'est un des restes de l'ancien lac Makgadikgadi. 
Il fut exploré par David Livingstone en 1849, ainsi que Charles John Andersson et Frederick Thomas Green au début des années 1850.

## Caractéristiques
L'encyclopédie Britannica de 1911 indique que le lac est long de vingt miles et large de dix, soit environ trente-deux kilomètres sur seize.
Le niveau de l'eau est très variable. Ainsi, au début du XXe siècle, une longue sécheresse fait baisser la quantité d'eau présente au point de transformer le lac en marécage. À l'inverse, en 2011, une crue importante de l'Okavango grossit l'étendue d'eau, portant sa surface à 240 kilomètres carrés (trente-quatre kilomètres de longueur pour sept de largeur).

## Le lac Ngami dans la culture
Le lac Ngami est cité dans le roman de Jules Verne Aventures de trois Russes et de trois Anglais dans l'Afrique australe. Les scientifiques y naviguent durant quelques jours.

#### Publications anciennes
- (en) Charles John Andersson, Lake Ngami : or, Explorations and discoveries during four years' wanderings in the wilds of southwestern Africa [...] With an introductory letter by John Charles Fremont. With numerous illustrations, representing sporting adventures, subjects of natural history, devices for destroying wild animals, &c, Dix, Edwards & Co. , New York ; Hurst & Blackett, Londres, 1857, 433 p.
- (en) William Charles Baldwin, African hunting, from Natal to the Zambesi : including Lake Ngami, the Kalahari Desert, &c. From 1852 to 1860, R. Bentley, Londres, 1863, 451 p.
- (en) George Albert Boulenger, « On a collection of fishes from the Lake Ngami Basin, Bechuanaland », in Transactions of the Zoological Society of London, vol. 18, pt. 5, no 1, p. 399-430
- (en) James Chapman, Travels in the interior of South Africa, 1849-1863 : hunting and trading journeys from Natal to Walvis Bay and visits to Lake Ngami and Victoria Falls, A. A. Balkema, Le Cap, 1971, 2 vol. (d'après le manuscrit original de Edward C. Tabler)
- (en) G. Antonio Farini, Through the Kalahari Desert; a narrative of a journey with gun, camera, and note-book to Lake N'gami and back, S. Low, Marston, Searle, & Rivington, Londres, 1886, 475 p.

#### Travaux contemporains
- (en) Paul A. Shaw, « Fluctuations in the level of Lake Ngami : the historical evidence », in Botswana notes and records, 15, 1983, p. 79-84